# (100468) 1996 TO23
(100468) 1996 TO23 es un asteroide perteneciente al cinturón de asteroides, descubierto el 6 de octubre de 1996 por el equipo del Spacewatch desde el Observatorio Nacional de Kitt Peak, Arizona, Estados Unidos.

## Designación y nombre
Designado provisionalmente como 1996 TO23.

## Características orbitales
1996 TO23 está situado a una distancia media del Sol de 2,235 ua, pudiendo alejarse hasta 2,637 ua y acercarse hasta 1,833 ua. Su excentricidad es 0,179 y la inclinación orbital 5,786 grados. Emplea 1220 días en completar una órbita alrededor del Sol.

## Características físicas
La magnitud absoluta de 1996 TO23 es 16,4.